# Sommer-Paralympics 2008/Teilnehmer (Bangladesch)
| stlisierte Goldmedaille | stlisierte Silbermedaille | stlisierte Bronzemedaille |
| ----------------------- | ------------------------- | ------------------------- |
| —                       | —                         | —                         |

Bangladesch nahm mit dem Leichtathleten Abdul Quader Sumon an den Sommer-Paralympics 2008 im chinesischen Peking teil, der auch Fahnenträger beim Einzug der Mannschaft war. Ein Medaillensieg Bangladeschs blieb jedoch aus.

## Teilnehmer nach Sportart

### Leichtathletik
Männer
- Abdul Quader Sumon